# Erich Topp
Erich Topp (Hannover, 2 juli 1914 - Süßen, 26 december 2005) was een Duitse U-bootkapitein in de Kriegsmarine tijdens de Tweede Wereldoorlog. Hij bracht in totaal 38 schepen tot zinken en staat daarmee op plaats nummer drie van de meest succesvolle U-bootkapiteins uit de oorlog. 

## Wat voorafging
Erich Topp werd in 1914 in Hannover geboren en wilde al van kinds af aan naar zee. Toen hij achttien jaar was volgde hij de maritieme opleiding en ging hij als matroos werken op een Duits passagiersschip. Later volgde hij een opleiding tot maritiem officier en werkte hij als navigator bij de Deutschland-Amerika Lijn.
In 1937 kwam Erich Topp als dienstplichtige bij de Duitse Kriegsmarine. Hij kreeg zijn training tot officier aan boord van de kruiser Karlsruhe. Na de opleiding van zes maanden ging hij werken als luitenant-ter-zee op de U 46.

## In de oorlog
Toen de Tweede Wereldoorlog uitbrak was Topp eerste wachtofficier op de U 46 onder commando van Sohler.  Hij werd bevorderd tot Oberleutnant-zur-See en kreeg het bevel over de U 57. Met die boot voerde hij drie patrouilles uit. Op de terugreis van zijn derde patrouille werd de U 57 geramd door een Noors vrachtschip en zonk naar de bodem van de zee. Zes bemanningsleden kwamen om. Daarna kreeg Topp het commando over de  U 552, een Type VIIC U-boot. Topp kreeg al snel de bijnaam de Rode Duivel, vanwege zijn vuurrode haren en baard. Topp was dankbaar voor deze bijnaam en tekende een afbeelding van een Rode Duivel op de commandotoren van zijn U-boot.
Topp bracht in totaal 32 transportschepen en één torpedobootjager tot zinken en hij werd onderscheiden met het Ridderkruis met eikenbladen en zwaarden, de op een na hoogste Duitse onderscheiding.
In september werd Erich Topp bevorderd tot Fregatkapitein en kreeg hij het bevel over Eskader 27, een eskader van 34 U-boten die allen de afbeelding van een Rode duivel op de commandotoren hadden. 
In januari 1945 werd Topp gevraagd om commandant te worden van een hypermoderne experimentele U-boot, de Type XXI U-boot. Met dit revolutionaire vaartuig voerde Topp diverse experimenten uit, de U-boot kwam echter te laat uit om nog in actie te komen.
In mei 1945 werd Topp met zijn Type XXI U-boot ingesloten door geallieerde schepen. Hij wilde niet dat de U-boot in handen van de Amerikanen zou vallen en dus blies hij de boot op nadat hij en de volledige bemanning van boord waren gegaan.

## Erich Topps' relaas
In het computerspel over U-boten, Silent Hunter II van UBI Soft en WW II U-boat Combat Simulator, beschrijft Erich Topp op hoge leeftijd, in een demo van het spel, zijn wedervaren van de torpedering van de USS Reuben James (DD-245).

## Na de oorlog
Erich Topp begon in 1947 te werken als visser op de Noordzee. Daarna werkte hij jarenlang als architect.
In 1958 keerde hij echter terug naar de marine en werd instructeur. Hij gaf les aan jonge cadetten en adelborsten. Zo gaf hij les aan talloze toekomstige Amerikaanse onderzeebootkapiteins.
Daarnaast schreef Topp een autobiografie en diverse boeken over zijn leven als U-bootkapitein en was hij dikwijls te zien in tv-documentaires.
Erich Topp overleed in 2005 op 91-jarige leeftijd.

## U-bootcommando's
- U 57: 5 juni 1940 - 15 sep; 1940: 2 patrouilles (samen 38 dagen)
- U 552: 4 dec. 1940 - 8 sep. 1942: 10 patrouilles (samen 308 dagen)
- U 3010: 23 maart 1945 - 26 april 1945: Geen oorlogspatrouilles
- U 2513: 27 april 1945 - 8 mei 1945: Geen oorlogspatrouilles

## Successen
- 35 schepen tot zinken gebracht met een totaal van 197.460 BRT
- 1 oorlogsschip tot zinken gebracht van 1.190 ton
- 4 schepen beschadigd met een totaal van 32.317 BRT

## Militaire loopbaan
Reichsmarine
- Offiziersanwärter: 8 april 1934[2][3]
- Fähnrich zur See: 1 juli 1935[2][3]
- Oberfähnrich zur See: 1 april 1937 - 1 januari 1937[2][3]

Kriegsmarine
- Leutnant zur See: 1 april 1939 - 1 april 1937[2][3]
- Oberleutnant Zur See: 1 september 1941- 1 april 1939[2][3]
- Kapitänleutnant: 17 augustus 1942 - 1 september 1941[2][3]
- Korvettenkapitän: 17 augustus 1942[2][3]
- Fregattenkapitän: 1 december 1944[2][3]

Bundesmarine
- Fregattenkapitän: 3 maart 1958
- Kapitän zur See: 1 november 1959[2]
- Flottillenadmiral: 15 november 1965[2]
- Konteradmiral: 21 december 1966[2]

## Decoraties
- Ridderkruis van het IJzeren Kruis op 20 juni 1941 als Oberleutnant Zur See en Commandant U 552 / 7. Unterseebootsflottille / Kriegsmarine[2][4][5]
- Ridderkruis van het IJzeren Kruis met Eikenloof (nr.87)[5] op 11 april 1942 als Kapitänleutnant en Commandant U 552 / 7. Unterseebootsflottille / Kriegsmarine[2][4][5]
- Ridderkruis van het IJzeren Kruis met Eikenloof en Zwaarden (nr.17)[5] op 17 augustus 1942 als Kapitänleutnant en Commandant U 552 / 7. Unterseebootsflottille / Kriegsmarine[2][4][5]
- IJzeren Kruis 1939, 1e Klasse (1 september 1940)[2][5][6] en 2e Klasse (1 januari 1940)[2][5][6]
- Onderzeebootoorlogsinsigne 1939 op 7 november 1939[2][5][6]
- Onderzeebootoorlogsinsigne 1939 met Briljanten op 11 april 1942[2][5][6]
- Onderzeebootfrontgesp in brons in 1944[7]
- Kruis voor Oorlogsverdienste , 1e Klasse (1 december 1944)[2][5][6] en 2e Klasse (30 januari 1944)[2][5][6] met Zwaarden
- Ehrendolch der Kriegsmarine met Briljanten op 17 augustus 1942[2][7]
- Dienstonderscheiding van Leger en Marine voor (4 dienstjaren) op 1 april 1938[7]
- Grootkruis van Verdienste in de Orde van Verdienste van de Bondsrepubliek Duitsland op 19 september 1969[5][8]
- Hij werd drie maal genoemd in het Wehrmachtsbericht. Dat gebeurde op:
- 3 juli 1941[2][5][9]
- 11 april 1942[2][5][10]
- 18 juni 1942[2][5][11]